# Josephine L. Reichmann

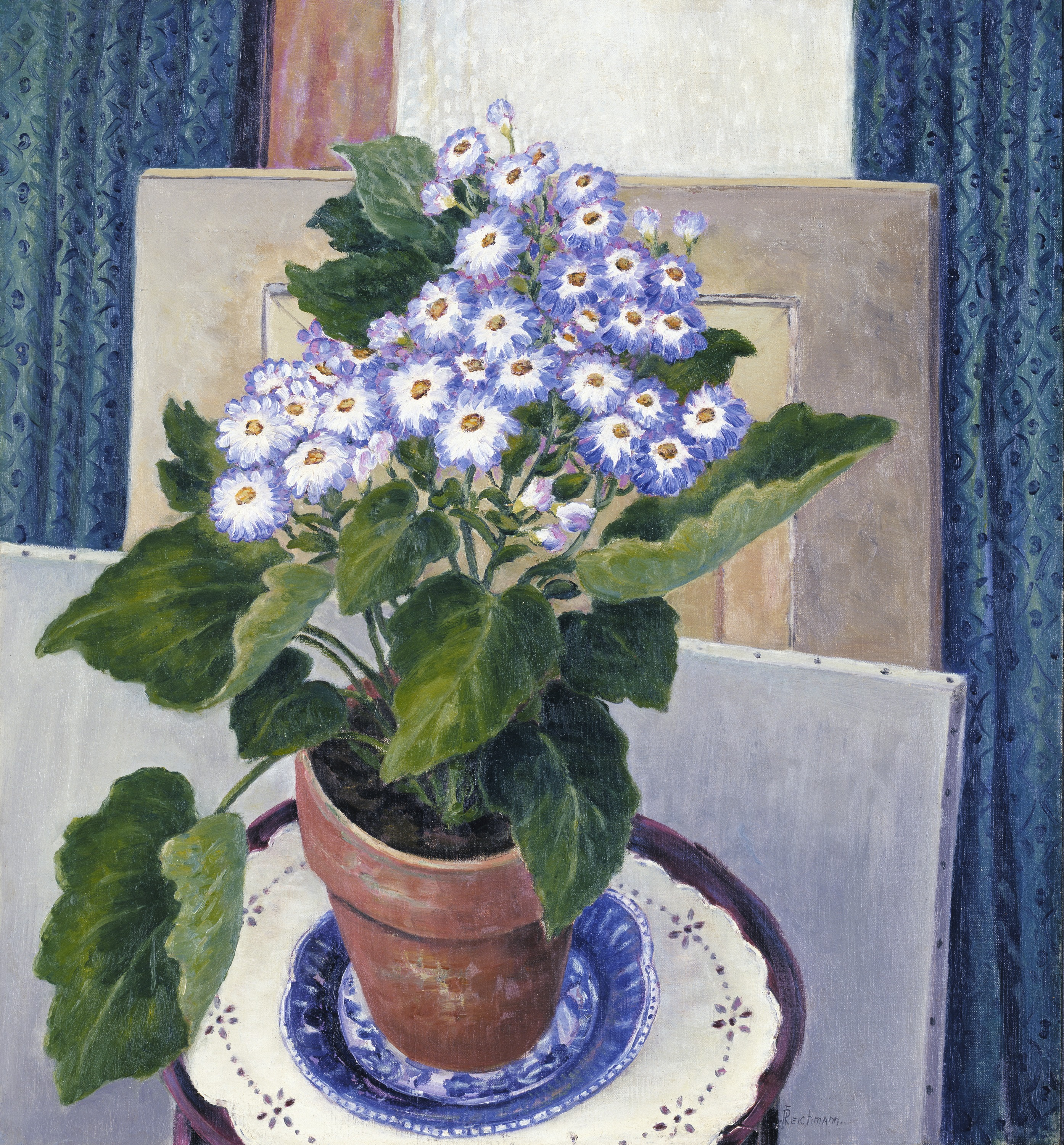
Cineraria

Josephine Lemos Reichmann (1864-1938) foi uma pintora americana.

## Biografia
Reichmann nasceu em 1864 em Louisville, Kentucky. Ela estudou na Escola do Instituto de Arte de Chicago e continuou os seus estudos na Escola de Verão da Liga de Estudantes de Arte de Nova York. Era membro do Arts Club of Chicago, da American Watercolor Society e da Chicago Society of Artists, bem como da South Side Art Association e da Chicago Galleries Association.
Reichmann era casada com Frank J. Reichmann. Faleceu em 1938 em Chicago. O seu trabalho encontra-se na coleção do Museu Smithsoniano de Arte Americana.